# Crête Klin-Dmitrov
Pour les articles homonymes, voir Klin et Dmitrov.
La crête de Klin-Dmitrov est située dans la partie orientale des hauteurs de Smolensk-Moscou dans l'oblast de Moscou. Elle culmine à 284 mètres d'altitude.